# Nacionalno prvenstvo ZDA 1947
Nacionalno prvenstvo ZDA 1947 v tenisu.

## Moški posamično
Jack Kramer :  Frank Parker  4-6 2-6 6-1 6-0 6-3

## Ženske posamično
Louise Brough :  Margaret Osborne  8-6, 4-6, 6-1

## Moške dvojice
Jack Kramer /  Ted Schroeder :  Bill Talbert /  Bill Sidwell 6–4, 7–5, 6–3

## Ženske dvojice
Louise Brough /  Margaret Osborne :  Patricia Todd /  Doris Hart 5–7, 6–3, 7–5

## Mešane dvojice
Louise Brough /   John Bromwich :  Gussie Moran /  Pancho Segura 6–3, 6–1